# Francs nageurs cheminots de Douai
Il Francs nageurs cheminots de Douai (FNC Douai) è una società francese di nuoto e pallanuoto con sede a Douai, nel dipartimento del Nord. La squadra maschile di pallanuoto partecipa al Championnat Élite, la massima divisione pallanotistica francese, così come la squadra femminile.
Il club fu fondato nel 1897, ma la sezione pallanotistica fu aperta solo nel 1926. Un tempo fu anche la sezione sportiva della Société nationale des chemins de fer français, ma oggi non ha più alcun legame con tale azienda pubblica.